# Милан Гверо
Милан Гверо (Мркоњић Град, 4. децембар 1937 — Београд, 17. фебруар 2013) био је генерал Војске Републике Српске.

## Биографија
Рођен је 1937. у Мркоњић Граду, Врбаска бановина, Краљевина Југославија. Средњу школу је завршио у Бањалуци, а Војну академију у Београду. Докторирао је на тему социологије породице.
Почетком 90-их година 20. века био је портпарол у Секретаријату СФРЈ за народну одбрану. Одржавао је редовне седмичне конференције за штампу у београдском прес-центру, интерпретирајући специфичан начин ангажовања ЈНА на почетку рата у СФРЈ. Тада је имао чин пуковника.
Током рата у БиХ Гверо је, у рангу генерал-потпуковника, био помоћник команданта ВРС Ратка Младића, кога је Хашки трибунал оптужио за геноцид и злочине против човечности. У ВРС је био и на функцији начелника Сектора за морал, информисање и правне послове, а незванично је био лични портпарол Ратка Младића.
Смењен је 23. октобра 1996. указом тадашње председнице Републике Српске Биљане Плавшић. Добровољно се предао Хашком трибуналу 2005. године. Хашки трибунал га је 10. јуна 2010. осудио на 5 година затвора због прогона и нехуманих дела, али га је прогласио невиним у вези оптужби за убиства и депортацију. 29. јуна пуштен је на слободу.
Умро је 17. фебруара 2013. од последица ампутације ноге, која је обављена на Војномедицинској академији.

## Одликовања
- Орденом Карађорђеве звијезде, I реда (Видовдан 1993.)[4]